# Terry O'Neill (photographe)
Pour les articles homonymes, voir Terry O'Neill.
Terence Patrick O'Neill, dit Terry O'Neill, est un photographe britannique né le 30 juillet 1938 à Londres et mort le 16 novembre 2019 dans la même ville. 
Il est connu pour ses clichés de stars : Audrey Hepburn, Brigitte Bardot, Steve McQueen, Paul Newman, David Bowie, les Beatles, Amy Winehouse, Nelson Mandela…
Il a fait régulièrement la une des grands magazines et reste un symbole des années du Swinging London.

## Biographie
O'Neill est né à Romford, dans l'est de Londres et a commencé sa carrière dans une unité photographique pour une compagnie aérienne à l'aéroport de Londres Heathrow. Pendant ce temps, il a photographié une figure endormie dans une salle d'attente qui, par hasard, s'est révélée être le ministre de l'Intérieur, Rab Butler. O'Neill a ensuite trouvé un autre emploi sur Fleet Street avec The Daily Sketch en 1959. Son premier travail professionnel fut de photographier Laurence Olivier. 
Au cours des années 1960, en plus de photographier des personnalités contemporaines telles que Judy Garland, les Beatles et les Rolling Stones, il a également photographié des membres de la famille royale britannique et des personnalités politiques de premier plan, montrant un aspect plus humain de ces sujets que d'habitude. dépeint - ses photographies représentent ses sujets avec candeur ou dans des contextes non conventionnels. 
Les photographies de Elton John par O'Neill sont parmi ses plus connues. Une sélection d'entre eux a été publiée dans le livre Eltonography de 2008 . Parmi ses images les plus connues figurent également une série de l’actrice américaine Faye Dunaway (sa petite amie de l’époque) à l’aube du 29 mars 1977, allongée au bord de la piscine de l’hôtel Beverly Hills le lendemain de sa victoire aux Oscars. pour la meilleure actrice pour Network, avec plusieurs journaux éparpillés autour d'elle et sa statuette Oscar bien en vue sur une table à côté de son plateau de petit-déjeuner. La série a été photographiée en couleur et en noir et blanc.
O'Neill a été crédité (en tant que Terrence O'Neill) en tant que producteur exécutif du film Mommie Dearest (1981). Son seul autre crédit de film était pour la photographie immobile pour le film d'opéra Aria (1987).

## Publications
- Legends, 1987
- Celebrity, 2003
- Sinatra: Frank and Friendly- A Unique Photographic Memoir of a Legend, 2007
- Eltonography, 2008
- All About Bond, 2012
- Terry O’Neill, 2014
- SINATRA, 2014
- Terry O’Neill’s Rock ‘n’ Roll Album, 2014
- Two Days That Rocked the World: Elton John Live at Dodger Stadium, 2015
- Breaking Stones 1963 – 1965: A Band on the Brink of Superstardom, 2016
- Bowie by O’Neill (2016), 2016
- Terry O’Neill : Every Picture Tells a Story, 2016
- When Ziggy Played The Marquee, 2017
- Led Zeppelin Live : 1975 - 1977, 2018
- Terry O'Neill: Rare & Unseen, 2018
- Bowie by O'Neill: The definitive collection with unseen images, 2019
- Elton John by Terry O'Neill: The definitive portrait, with unseen images, 2019
- Always Audrey: Six Iconic Photographers. One Legendary Star., 2019

## Prix
- 2011 : médaille du centenaire de la Royal Photographic Society[3]